# Phrynus parvulus
Phrynus parvulus är en spindeldjursart som beskrevs av Pocock 1902. Phrynus parvulus ingår i släktet Phrynus och familjen Phrynidae. Inga underarter finns listade i Catalogue of Life.